# Józef Skotnicki
Józef Skotnicki herbu Bogoria – podczaszy wiślicki w latach 1790–1791, podstoli wiślicki w latach 1790–1791, cześnik wiślicki w latach 1789–1790, łowczy wiślicki w latach 1787–1789, miecznik wiślicki w latach 1784–1785, wojski mniejszy wiślicki w latach 1782–1785.
Był komisarzem Sejmu Czteroletniego z powiatu wiślickiego województwa sandomierskiego do szacowania intrat dóbr ziemskich w 1789 roku.